# Lipotriches yunnanensis
Lipotriches yunnanensis is een vliesvleugelig insect uit de familie Halictidae. De wetenschappelijke naam van de soort is voor het eerst geldig gepubliceerd in 1985 door He & Wu.